# 孟買貓
孟買貓（Bombay cat）指的是兩種不同品種的黑貓。

## 美國孟買貓
1958年，美國肯德基州路易維耳市的一位育種專家Nikki Horner 將一隻深棕色的緬甸貓和一隻古銅色眼的美國短毛貓雜交得到了一隻迷你型的黑貓。Horner以印度城市孟買命名這新品種，而牠的外型也的確像極了印度的黑豹。Horner形容牠的外表：「是一隻擁有像新鑄銅幣的眼睛的黑豹」。
1976年該品種的貓得到了國際貓協會 (The International Cat Association，TICA) 的承認，不過英國尚未承認此品種。

## 英國孟買貓
在1980年代初幾個英國育種專家開始著手培育出英國孟買貓。他們用一隻藍色緬甸貓和一隻未登記的短毛雄貓雜交生出英國孟買貓。英國孟買貓是指在亞洲的黑貓，牠們可能是最接近的黑色緬甸貓。
英國孟買貓無論腳掌、毛髮、鼻子都是黑色，眼珠則是琥珀色或綠色。在短短的毛髮下英國孟買貓的皮膚上有炭灰色和淺灰色的斑紋。

## 特徵
孟買貓全身毛髮黑色，體重2．5～5千克，骨骼粗壯、肌肉發達而靈敏。頭圓沒有棱角，鼻子較尖，長短適度，耳朵中等大小、靈活，眼明亮，眼睛和耳朵都分開較寬。美國孟買貓的眼晴呈金色，英國孟買貓的眼睛則是綠色。孟買貓的黑毛短，有光澤；基本上飼主不需要特別打理牠的毛髮。
該品種的有自控能力，愛運動、貪玩。動作靈敏，捕獵能力較強。愛好交際，有愛心，能與其它的狗相安無事地生活在一起。性格溫柔，常不停地發出愉快的嗚嗚的低聲，喜歡依偎在主人身邊，所以不可長時間地冷落它。孟買貓有大食量和重量。

## 飼育
大部份孟買貓性格溫良，喜歡竄來竄去。同時，孟買貓是一種高度社會化的品種，非常適合與兒童及其它家庭成員相處，並且，孟買貓不像其它品種的貓那樣獨立，很需要人的陪伴。

## 配種
孟買貓和緬甸貓無論外表和性格上都十分相似。較特別的是，育種孟買貓時最重要的要求是保持牠和緬甸貓的相似性。所以除了孟買貓和孟買貓交配之外，孟買貓和緬甸貓交配也可以生出良好的孟買貓。